# Херман Холерит
Херман Холерит (енгл. Herman Hollerith; Буфало, 29. фебруар 1860 — Вашингтон, 17. новембар 1929) је био амерички статистичар који је изумео механичке приказе у табелама засноване на избушеним картицама које могу да брзо табеларно обраде статистичке податке из милиона података.

## Биографија
Рођен је 29. фебруара 1860. године од оца Јохана Георга Холерита, и мајке Франциске Брун, обоје пореклом из Немачке. Године 1875. се уписао на Градски колеџ у Њујорку, а дипломирао на Универзитету Колумбија на одсеку рударства, и 1879. године добио звање инжењер рударства. Године 1882, Холерит се придружио Технолошком институту у Масачусетсу где је предавао машинство и изводио своје прве експерименте са бушеним картицама. Године 1890. докторирао је на Колумбијском универзитету. Исте године, 15. септембра, оженио се са Луцијом Беверли Талкот из Веракруза у Мексику са којом је имало шесторо деце. Осим својих изума, волео је још три ствари: своје немачко порекло, своју приватност и своју мачку Бизмарка. Волео је и добре цигаре, добро вино и новац. И од свега тога је имао пуно. Умро је 1929. године од срчаног удара и сахрањен је на гробљу Оак Хил, у Вашингтону.

## Посао
По дипломирању, одмах је добио посао у Америчком бироу за попис становништва као специјални агент за прикупљање и анализу статистичких података о коришћењу паре и водене снаге у металуршкој индустрији. То је представљало инспирацију за његову опсесију као проналазача и то за само један успешан изум, док су му сви остали прошли незапажено.
Мада је касније прешао на Масачусетски технолошки институт на место инструктора, наставио је рад на истраживању уређаја за бележење промена у броју становника. Познавао је систем коришћења убушења у картицама за програмирање компликованих шема ткања, од свог зета који је радио на ткању свиле у фирми Жакаров разбој (Jacquard loom). Даљу инспирацију је нашао у избушеним претплатним картама за воз, на којима је информације и детаље о путнику (као што су висина, боја косе...) бушио кондуктер дуж ивице. Холерит је закључио да сваки агент за попис становништва може да учини исто, и да се те избушене картице сортирају на начин као што је то радила фирма Жакаров разбој (Jacquard loom). Важан аспект овог изума је да су рупице учитаване електронски а не механички, а картица је садржавала све податке о појединцима.

## Електронски табеларни приказ статистичких података
На инсистирање Џона Шав Билингса (John Shaw Billings), Херман је изумео механизам за очитавање присуства или одсуства убушења у картици коришћењем игала са опругом на врху, које би пролазиле кроз убушења, и тако остваривале електричну везу која покреће бројач да забележи сваки податак. Кључна идеја је била да се свим личним подацима може доделити нумеричка шифра. Холерит је закључио да уколико се бројеви могу пробушити у одређеним колонама на картицама, онда се картице могу сортирати механички; и на тај начин се одговарајуће колоне могу сабирати. Иако је једна од предности овог система била могућност сортирања картица по логичном редоследу, чување великог броја ових карица се појавио као проблем. Како би овај проблем решио, Холерит је картице направио по димензијама једног долара.
Своју идеју изложио је у патенту бр. 395, 782 од 8. јануара 1889. године.

## Компанија за производњу табеларних машина
Под уговором са америчким бироом за попис становништва, конструисао је машине којима је успешно обављен табеларни приказ пописа становништва из 1890. за две и по године.
Започео је свој сопствени посао 1896. године оснивањем компаније за производњу табеларних машина. Већина главних бироа за попис становништва, као и осигуравајуће компаније, користиле су његову опрему и куповале његове картице. Како би обезбедио рад овог система, изумео је и први механизам за аутоматско убацивање картица.
Године 1911. његова фирма се спојила са још две и основала Computing Tabulating Recording Corporation (CTR). Под руководством Томаса Џ. Вотсона (Thomas J. Watson), та фирма је 1924. године променила име у IBM.